# Vitamin (singolo)
Vitamin è un singolo della cantante bulgara Andrea pubblicato il 9 giugno 2017.